# Episodi di Gordian
La serie animata Gordian (闘士ゴーディアン?, Tōshi Gordian) è tratta dall'omonimo manga di Yū Yamamoto ed è stata prodotta dalla Tatsunoko fra il 1978 e il 1979.
Trasmessa per la prima volta in Italia nel 1981 su alcune reti locali, la serie è formata da un'unica stagione di 73 episodi complessivi. Gli episodi non sono autoconclusivi e sono quindi spesso collegati tra loro.
| Nº | Titolo italiano Giapponese 「Kanji」 - Rōmaji | In onda           | In onda |
| Nº | Titolo italiano Giapponese 「Kanji」 - Rōmaji | Giapponese        |         |
| 1  | Daigo 「荒野のナイスガイ」 - Kōya no naisugai | 7 ottobre 1979    |         |
| 1  | Daigo, accompagnato dalla fedele pantera-robot Clint, attraversa una landa desolata molto simile al deserto del far west in sella al suo motoscooter; sta andando ad arruolarsi come volontario nel reggimento terrestre comandato da Barry che è stato messo a difesa di Victor City. Fa conoscenza con Peggy che si sta lavando in una pozza nel bel mezzo d'una foresta e la salva da una lucertola gigante che sta per aggredirla. Gli invasori poco dopo il suo arrivo attaccano la città in forze per prenderne possesso impiegando i Madoputer: l'esercito Mechacon si trova presto in gravi difficoltà e non riesce a mantener le posizioni, questo almeno fino a quando non compare dal nulla un enorme robot azzurro che si pone a difesa dei terrestri. Daigo rimane interdetto dall'improvvisa apparizione e si lascia afferrare saldamente dalla mano meccanica. |                   |         |
| 2  | L'incontro con Saori 「出撃、かくし砦」 - Shutsugeki, kakushi toride | 14 ottobre 1979   |         |
| 2  | Daigo si risveglia all'interno d'una base misteriosa nascosta dentro una montagna (la quale ha due volti scolpiti sopra) e vede così per la prima volta la giovane Roset, il piccolo Chokoma e Saori; quest'ultima le rivela d'esser nientemeno che sua sorella maggiore: è bendata a causa delle ustioni causate dall'utilizzo di Gordian. Daigo torna al reggimento dai compagni che ormai già lo piangevano come morto; nessuno conosce ancora la vera identità dietro cui si cela Gordian, né dove esso risieda. Successivamente torna a Santore e si convince che quel che gli ha detto Saori corrisponde al vero: il padre prima di morire ha introdotto la sua coscienza mentale all'interno d'un enorme sistema computerizzato ed attraverso esso comunica. Solamente Daigo può guidare Gordian senza portar su di sé conseguenze negative di salute. Con questo insperato e preziosissimo ausilio le forze di difesa terrestri possono d'ora in poi esser più fiduciose e tirare un respiro di sollievo. |                   |         |
| 3  | Il deserto rosso 「絶叫、赤い砂漠」 - Zekkyō, akai sabaku | 21 ottobre 1979   |         |
| 3  | La puntata si apre con un omaggio musicale allo spaghetti western: in apertura si sente infatti il tema di "Per un pugno di dollari" di Ennio Morricone. Daigo e Peggy vanno a cercare Dalph, che s'è recato a trovare la fidanzata Kathi. Ritrovano l'amico ferito, dopo esser stato attaccato dai Madocter che cercavano di impossessarsi di una preziosa mappa conservata gelosamente dalla ragazza da quando gli è stata consegnata a suo tempo direttamente dalle mani del padre oramai defunto. Daigo si lancia all'inseguimento dei soldati nemici inoltrandosi nel deserto, fino a che non riesce a raggiungerli Un mostro però l'attacca e lui si ritrova costretto ad utilizzare Gordian: dopo aver distrutto il terribile insetto meccanico riprende la caccia alla truppa Madocter. Riesce a riacciuffarli ma solo per scoprire che son stati già assassinati da un certo Tross-Cross, un pistolero misterioso ma davvero molto abile, il quale restituisce a Daigo la mappa che apparteneva a Kathi. Essa però è ormai carbonizzata, quindi del tutto inutilizzabile. Barry lo informa infine che il documento perduto era relativo ad un fantomatico "Progetto X".                           |                   |         |
| 4  | La sorgente sacra 「よみがえれ生命」 - Yomigaere seimei | 28 ottobre 1979   |         |
| 4  | Saori si trova ancora bloccata a letto a causa delle gravi ferite riportate per aver voluto pilotare il Gordian. Consigliato dal padre Daigo sceglie di portarla alla sorgente sacra sotto la montagna ove si trova Santore; solo con le sue acque magiche si può difatti sperar di guarirla velocemente. Nel frattempo i Madocter scagliano un attacco alla fabbrica d'energia solare situata a Victor City. Il ragazzo, spronato anche dalla sorella, parte col Gordian in aiuto dell'esercito Mechadon, lasciando Saori sotto la protezione amorevole di Clint. Sconfitti i nemici torna velocemente nei sotterranei della font, ove assiste alla guarigione miracolosa di Saori. |                   |         |
| 5  | La valle della morte 「デス・バレーの死闘」 - Desu. bare no shitō | 4 novembre 1979   |         |
| 5  | L'esercito terrestre si trova alle prese con la costruzione di una base militare nella Valle della morte, la quale secondo le intenzioni dei comandanti dovrebbe far da avamposto a difesa di Victor City. I Madokter attaccano riuscendo a separare l'esercito Mechacon, grazie anche all'imprudenza commessa da Daigo che scioccamente, preso da smania di lotta, si getta seguito dal grosso delle truppe contro i nemici. La base terrestre, rimasta in tal modo sguarnita, viene colpita ai due lati e decimata. Daigo allora, offeso e demoralizzato, del tutto incapace di sottostar a regole ed ordini che gli risultano del tutto incomprensibili ed estranei, abbandona il reggimento andando a vivere dalla Sorella a Santori. Ma l'ennesimo attacco contro gli ex-compagni non riesce a lasciar indifferente il giovane eroe, che pertanto parte in soccorso con Gordian. L'episodio si conclude con Daigo e Barry che si prendono felicemente a pugni; finalmente hanno cominciato ad apprezzarsi e stanno diventando amici. |                   |         |
| 6  | Una trappola a Victor City 「ヴィクトールタウンの罠」 - Vikutorutaun no wana | 11 novembre 1979  |         |
| 6  | Daigo e Peggy si recano assieme nella zona commerciale di Victor City per far spese e commissioni varie. In un ristorante però si rendono presto conto che tutti i camerieri fanno in realtà parte d'una pattuglia di nemici invasori; mentre attendono i rinforzi chiamati da Peggy, Daigo sembra aver un incidente mortale mentre guidava il suo moto-scooter contro i Madocter; tutti i compagni di reggimento sembrano darlo per spacciato Invece il giovane, per merito dell'aiuto provvidenziale di Roset riesce a salvarsi; subito dopo parte con Gordian per distruggere il mostro di turno. L'episodio si conclude con Daigo che torna al reggimento proprio mentre nella piazzetta principale della caserma si sta svolgendo il suo funerale, per la gioia di Peggy, Dalph e tutti gli altri. |                   |         |
| 7  | Il segreto di Gen 「夕陽のカーペ・ヴィレッジ」 - Yūhi no kape. virejji | 18 novembre 1979  |         |
| 7  | Daigo si reca in licenza a trovare lo zio Gen, l'unico parente con cui è cresciuto. Tornato al paese della sua infanzia è immediatamente accolto con calore e cordialità dall'intera popolazione, la quale organizza anzi subito una festa di bentornato. Non faranno però in tempo a celebrar alcuna festa, in quanto giungono i Madocter che distruggono e radono al suolo l'intero paese. Daigo corre disperatamente alla ricerca dello zio e lo ritrova gravemente ferito sotto le macerie; prima di spirare tra le sue braccia, Gen svela al nipote l'esistenza d'un'arma da lui costruita appositamente per Gordian, opera d'alta ingegneria Daigo la trova ed entra così in possesso della "Spada di Gen", speciale armamento con molteplici capacità sia d'attacco che di difesa; accecato dall'ira con Gordian annienta il nemico. L'episodio si conclude con Daigo che piange sconsolato sulla collinetta ove è stato appena sepolto il vecchio zio Gen. |                   |         |
| 8  | L'assedio di Mukadeck 「怒りの敵中突破」 - Ikari no teki naka toppa | 25 novembre 1979  |         |
| 8  | Roset accompagnata da Chokoma vanno alla ricerca di Daigo che sembra svanito letteralmente nel nulla; nel bel mezzo del deserto un soldato nemico moribondo fa in tempo a dire che Gordian è stato avvistato nelle vicinanze del paese di CapeVillage. Lo trovano inginocchiato sopra la tomba dello zio; nel frattempo anche Peggy gli sta dando la caccia con l'intento d'arrestarlo per aver abbandonato senza avvisare il reggimento presso cui è stanziato. La ragazza riesce infine a raggiungerlo e ad ammanettarlo con la pesante accusa di diserzione; lui la segue senza reagire. Intanto Roset e Chocoma con l'aiuto di Clint rintracciano i tre Gordian, là dove li aveva lasciati Daigo dopo esser atterrato per recarsi al paese dove abitava lo zio. Li fanno ripartire e tentano di riportarli alla base da Saori; ma lungo il tragitto sono circondati dalle truppe nemiche, proprio mentre anche Peggy e Daigo in jeep si trovano nelle vicinanze. Liberato dalle manette che lo immobilizzavano, salta dentro Gordian e si sbarazza dei Madokter. |                   |         |
| 9  | Lotta per il comando 「恐るべしマドクター総統」 - Osorubeshi madokuta sōtō | 2 dicembre 1979   |         |
| 9  | Nel quartier generale di Dokuma si trama nell'ombra, ognuno dei comandanti cerca difatti di prendere il sopravvento sugli altri per ricevere il comando supremo delle operazioni: sia Saxidas sia Elias cercano l'appoggio di Barras, il quale ascolta in silenzio senza mai pronunciarsi... e Clorias ordina ai suoi sottoposti di farlo arrestare come traditore. Dokuma intanto fa lanciare un attacco contro Victor City, ma dopo una strenua battaglia senza esclusione di colpi Gordian riesce ad avere la meglio; allora Clorias, messo a capo dell'azione, chiede rinforzi che però purtroppo per lui non giungono in tempo in quanto Barras ha tolto di mezzo i suoi sostenitori autoproclamandosi comandante in capo Gordian distrugge il mezzo sul quale viaggia Clorias uccidendolo; alla base di Dokuma invece Barras ha preso il potere. |                   |         |
| 10 | Capo Naso Rosso 「赤い鼻の酋長」 - Akai hana no shūchō | 9 dicembre 1979   |         |
| 10 | Il vecchio capo pellerossa chiamato Naso Rosso, dopo aver protestato animatamente ma senza alcun esito contro i Madocter che stanno costruendo una base militare all'interno del suo territorio, si reca al comando terrestre di Victor City per chieder aiuto. Con il supporto di Daigo, Peggy e altri membri del reggimento comandato da Barry spera così di rientrar in possesso della propria terra, da cui è stato così ignominiosamente scacciato. Guidati dall'indiano, i giovani eroi terrestri riattraversano a piedi l'intero deserto in direzione opposta giungendo infine in vista della base nemica: Blaster, ingegnere esperto in esplosivi, riesce a far saltare in aria tutto l'impianto ma rimane gravemente ferito. Con Gordian Daigo riesce a salvare tutti gli amici e a metter fuori uso definitivamente la base dei Madocter, così pericolosa per la sicurezza di Victor City. L'episodio si conclude con un arzillo e affamato Naso Rosso che propone a Peggy di diventare la sua giovane moglie. |                   |         |
| 11 | Gli eroi del 7º reggimento 「壮烈・第7連隊」 - Sōretsu. dai 7 rentai | 16 dicembre 1979  |         |
| 11 | Al reggimento sotto il comando di Barry viene ordinato di collaborare col gruppo che segue gli ordini dell'eroico ma alquanto altezzoso e superbo capitano Caster (omonimo di George Armstrong Custer), abbigliato come un perfetto soldato nordista della guerra di secessione americana, il 7º reggimento. Questi anzi non nasconde affatto il suo più profondo disprezzo per l'indisciplinatezza dimostrata a più riprese dagli uomini di Barry, scatenando con ciò la giusta ira di Daigo e colleghi. Il colonnello Hannoji è però stato chiaro e non ammette insubordinazione: i due gruppi debbon partecipare assieme alla missione che dovrebbe portar alla creazione di una base altamente strategica sulla cima di una montagna. I due reggimenti partono in direzione del luogo prestabilito ma durante la notte, mentre il gruppo di Barry si diverte cantando e mangiando in compagnia, Caster ordina ai suoi di proseguire da soli lasciando gli altri indietro. Il mattino seguente Barry dà ordine di lanciarsi all'inseguimento; ma non giungeranno in tempo e Caster e i suoi finiscono in un'imboscata mortale che non lascia superstiti.                                                |                   |         |
| 12 | Lutto a Ross City 「悲しみのロスシティ」 - Kanashimi no rosushitei | 23 dicembre 1979  |         |
| 12 | Dalph accusato di furto viene allontanato dal reggimento di Barry, si tratta in realtà di una missione segretissima volta a scoprir un probabile traditore tra le file dell'esercito Mechacon; il soldato fintamente scacciato con disonore si può intanto recare a trovar dopo molto tempo la sua famiglia composta dalla madre, tre sorelle e un fratellino che abitano a Ross City. Ma proprio quel luogo risulta esser il prossimo bersaglio dei Madokter, i quali attaccano in forte distruggendo l'intera città e finendo per uccidere tutti i parenti di Dalph. Neanche il subitaneo intervento di Gordian è risultato provvidenziale; lo stesso Dalph risulta disperso e finisce per esser considerato morto in missione. L'episodio si conclude con il ritorno di Dalph in jeep al reggimento, piangente per la distruzione in un colpo solo della sua intera famiglia. |                   |         |
| 13 | Cercate Gordian 「ゴーディアンを捜せ」 - Godeian wo sagase | 30 dicembre 1979  |         |
| 13 | I Madokter assumono lo spregiudicato e senza scrupoli pistolero Tross-Cross perché si metta alla ricerca e catturi un bambino che afferma di essere amico di Gordian e conoscer la sua ubicazione segreta. Daigo, Peggy e Dalph si mettono anch'essi sulle sue tracce, ma giungono purtroppo troppo tardi; il piccolo orfano e vagabondo è stato difatti già catturato ma, con il sopraggiungere provvidenziale di Gordian ecco che tutto si volge di colpo al meglio. |                   |         |
| 14 | Esplosione stellare 「燃える巨星」 - Moe ru kyosei | 6 gennaio 1980    |         |
| 14 | I Madokter sono riusciti a stanare il professor Kadokura, vissuto fino a quel momento all'interno d'una base segreta nel bel mezzo del deserto; ma Gordian riesce ad aiutarlo, Daigo viene così a conoscenza di alcuni importanti avvenimenti riguardanti la storia sua e quella del padre (Kadokura è stato difatti un suo preziosissimo collaboratore). Ma lo scienziato gli narra anche la storia del pianeta Ricones che, passando lungo la sua orbita tra Marte e la Terra, provocò un terribile sconvolgimento in quest'ultima: terremoti ed eruzioni vulcaniche d'immane potenza gettarono l'umanità intera nella più cupa disperazione. I pochi superstiti, capitanati proprio dal dottor Otaki, riuscirono con grande sforzo a costruire Victor City... oltre alla base segreta di Santore all'interno della quale furono messi a punto i tre componenti del Gordian. |                   |         |
| 15 | L'illusione di Chokoma 「荒野の子守歌」 - Kōya no komoriuta | 13 gennaio 1980   |         |
| 15 | Il piccolo Chokoma andato in città a far compere viene aggredito da un gruppetto di bulli da strada, ma fortunatamente viene soccorso appena in tempo da una donna di nome Anna Marina, la quale lo invita nella sua casa per esser medicato. Il ragazzo viene così a conoscenza che lei ha perduto un figlio che amava moltissimo: appena saputo che anche lui è orfano, si offre subito come sua nuova madre adottiva. Chokoma fa ritorno a Santore più meditabondo che mai, non rivelando nulla a nessuno; decide infine di accettare la proposta della donna e parte con lei. Purtroppo però Anna Marina, che lavora all'ufficio approvvigionamenti di Victor City è ricattata dai Madokter: in cambio del denaro che secondo le sue intenzione servirà per far vivere entrambi felicemente lontano dalla guerra, ha venduto ai nemici le mappe che indicano il percorso segreto dei rifornimenti. Appena venutolo a sapere Chokoma l'abbandona senza esitazione e va ad avvisare Gordian, il quale appare e rimette le cose a posto. Ad Anna Marina non rimane che piangere da sola nel deserto in mezzo a foglietti di soldi svolazzanti.                                                            |                   |         |
| 16 | I professionisti 「激闘プロフェッショナル」 - Gekitō purofesshonaru | 20 gennaio 1980   |         |
| 16 | A Victor City l'acqua comincia a scarseggiare, le riserve sono infatti quasi esaurite: tutti si rendono immediatamente conto che senza acqua è la fine definitiva. Solamente il cinico Tross-Cross, uomo senza legge e senza paura, così abituato a vivere in quei luoghi sperduti e conoscendone tutti i più reconditi segreti, sembra poter aiutare i Mechacon a dissetare la popolazione stremata; in cambio di denaro sonante accetta di condurre Daigo alla propria fonte: vi sarà come al solito l'azione di disturbo causata da un mostro madoputer, ma per questo c'è Gordian. |                   |         |
| 17 | Un pistolero sfida l'oscurità 「闇に挑むガンマン」 - Yami ni idomu ganman | 27 gennaio 1980   |         |
| 17 | Tross-Cross, che da poco ha saputo d'esser stato l'involontario assassino del padre di Daigo, il celebre dottor Otaki, si offre di allenare il ragazzo con l'intento di farlo diventare un abile pistolero, agile ed acutissimo. Grazie a tali preziosissimi insegnamenti riesce così a sventare l'attacco e il sequestro dei Madokter del centro di produzione d'energia della città. |                   |         |
| 18 | Capo Inferno 「危機一髪ヘルロック」 - Kikiippatsu herurokku | 3 febbraio 1980   |         |
| 18 | Tross-Cross ha rivelato a Daigo di conoscere il nome di colui che gli ha ucciso il padre quand'egli era ancora molto piccolo ed ora si trova a riflettere sui molteplici avvenimenti che si sono rapidissimamente succeduti a partire dal momento in cui andò ad arruolarsi da Berry. Ce l'ha col padre che ancora non vuole rivelargli che tipo di esperimenti scientifici ha fatto sopra di lui; ma non c'è davvero tempo di star troppo con le mani in mano, perché i nemici attaccano e Gordian si trova costretto ad intervenire in aiuto. |                   |         |
| 19 | Il mistero dei sotterranei 「ヴィクトールタウン地底の謎」 - Vikutorutaun chitei no nazo | 10 febbraio 1980  |         |
| 19 | I Madokter stanno aggredendo Victor City utilizzando le fognature e i profondi cunicoli sotterranei sotto di essa come passaggi: Daigo e Dalph tentano di sbarrargli la strada provando a chiudere il passaggio. Precipitato in un burrone dopo che un soldato nemico lo ha preso di mira, trova il coraggio e la forza d'animo incrollabile per alzarsi; contemporaneamente una potentissima scarica energetica lo avvolge donandogli una forza insospettabile, la quale gli permette così di sbarazzarsi senza alcun problema di tutti gli avversari. |                   |         |
| 20 | Ombre sotto un cielo stellato 「星空の対決」 - Hoshizora no taiketsu | 17 febbraio 1980  |         |
| 20 | La misteriosa energia che ha permesso temporaneamente a Daigo di muoversi alla velocità della luce viene studiata con estrema attenzione dai Madokter, decisi più che mai a scoprirne il segreto ed impossessarsene. Tross-Cross nel frattempo, coscientemente colpevole d'esser stato lui la causa della morte del padre di Daigo, decide di andar a parlar con la sua mente computerizzata che si trova a Santore: i due uomini parlano a lungo e sembrano intendersi ed esser d'accordo su un punto, e cioè che Daigo venga addestrato al massimo delle proprie potenzialità. Questa è la promessa che il pistolero fa al dottor Otaki; contribuirà a render so figlio il pistolero più abile e veloce in circolazione. |                   |         |
| 21 | Arte segreta di combattimento 「秘闘マウンティホーン」 - Hi tō maunteihon | 24 febbraio 1980  |         |
| 21 | Daigo, venuto a conoscenza del nome di colui che senza pietà gli ha assassinato il padre inerme, non esita a sfidare Tross-Cross a duello: il duro e intensivo allenamento impartitogli permette a Daigo di aver partita vinta. All'ultimo momento però, fermato anche dalle suppliche di Roset e Chokoma, decide di risparmiargli la vita e lo lascia inerme al suolo senza infierire. Con Gordian si dirige in alta montagna dove, nel bel mezzo delle nevi eterne, si allena per poter al meglio utilizzare la nuova fonte di energia di cui è venuto in possesso. |                   |         |
| 22 | Sommossa a Victor City 「ヴィクトールタウンの反乱」 - Vikutorutaun no hanran | 2 marzo 1980      |         |
| 22 | A Victor City c'è aria di rivolta, difatti un gruppo di ribelli capitanati da un certo Massimiliano, le cosiddette camicie blu, stanno tramando con l'intento di far sollevare l'intera popolazione e scatenar così una rivoluzione che giunga ad abbattere il governo dei Mechacon. Purtroppo per loro, si rendono troppo tardi conto d'esser stati ingannati dai Madokter, convinti che la città fosse stata costruita a pese di schiavi umani sfruttati fino alla morte. Massimiliano rinsavisce appena in tempo e ferma la guerriglia; verrà ferito a morte sotto gli occhi disperati della sorella impotente. |                   |         |
| 23 | Il ricatto 「暁の出撃」 - Akatsuki no shutsugeki | 9 marzo 1980      |         |
| 23 | I Madokter sono riusciti a prendere in ostaggio dei bambini inermi; mentre Daigo cerca di imbastire un piano con l'intento di salvarli tutti senza alcun spargimento di sangue Paul, un vecchio conoscente ed amico di Peggy, vigliaccamente tradisce i compagni vendendoli ai Madokter dietro la promessa che in cambio gli sarebbero stati restituiti i vecchi genitori caduti anch'essi nelle loro mani. Ma i Madokter non sono certo gente di cui fidarsi e non mantengono la parola data; l'atto di spionaggio di Paul rischia gravemente di metter a repentaglio la buona riuscita del piano di salvataggio e la vita stessa dei Mechacon, ma con l'aiuto di Gordian per fortuna tutto si risolve per il meglio. |                   |         |
| 24 | Sotto il segno della libertà 「自由と正義の旗の下に」 - Jiyū to seigi no hata no shitani | 16 marzo 1980     |         |
| 24 | I Madokter stanno senza soluzione di continuità portando il loro attacco sempre più verso il cuore pulsante di VictorCity, riuscendo addirittura a sequestrare l'attuale governatore della città, un uomo rimasto fino ad allora con un carattere pavido ed insicuro. Ma che nel momento in cui lo costringono a parlare dagli schermi televisivi a favore della resa incondizionata ai Madokter, ecco che invece l'uomo ritrova di colpo tutto il suo valore e la dignità che aveva perduto ed incita la popolazione alla resistenza attiva contro l'invasore; sarà giustiziato davanti alle telecamere da Barras in persona. La moglie e la giovane figlia del governatore assistono piangenti ed inermi di fronte all'inevitabile tragedia: intanto la popolazione si arma ed inizia con l'aiuto di Gordian la resistenza. |                   |         |
| 25 | Victor City in crisi 「危うし!ヴィクトールタウン」 - Abunau shi! vikutorutaun | 23 marzo 1980     |         |
| 25 | VictorCity si trova sotto costante assedio, i feriti si sommano ai feriti e gli ospedali sono stracolmi. Daigo incontra un medico che si è dato disperatamente all'alcol dopo la perdita del suo unico figlio; l'allarme suona in continuazione mentre l'uomo in camice bianco vaga barcollante lungo i corridoi aggrappato alla bottiglia. Solo una giovane infermiera continua fedelmente e con fiducia a fargli da assistente. Ma l'odio ed il naturale desiderio di vendetta non avranno però il sopravvento sul dottore il quale, risvegliatosi alla propria missione di medico alla fine (con l'opposizione dello stesso Daigo) opera e salva così la vita ad un soldato Madokter che era rimasto a terra ferito nel cortile dell'ospedale. |                   |         |
| 26 | Ultimo atto a Victor City 「決戦、ヴィクトールタウン」 - Kessen, Vikutorutaun | 31 marzo 1980     |         |
| 26 | Si combatte oramai senza soluzione di continuità strada per strada, le truppe poste a difesa di Victor City si trovano allo stremo delle forze; il capo indiano Naso Rosso cerca in un ultimo disperato tentativo d'invocare gli spiriti a favore dei Mechacon. Il centro di comando della città, Victor House, è circondata dal nemico e lo stesso 18º reggimento capitanato da Barry si trova messo alle strette. Roset e Chokoma cominciano nel frattempo a portare i civili superstiti fuori dal campo di battaglia dirigendoli verso Santore, ultimo rifugio possibile rimasto. |                   |         |
| 27 | Santore 「生命の砦サントーレ」 - Seimei no toride santore | 6 aprile 1980     |         |
| 27 | Durante il viaggio in direzione della montagna con le due teste di pietra scolpite, Santore, la carovana dei profughi guidata da Roset e Chokoma viene attaccata da un reparto Madokter nel bel mezzo del deserto. Il soldato Madokter precedentemente salvato dalle cure del dottore si offre di espiare le proprie colpe andando a stanare la spia intrufolatasi tra di loro e che li ha fatti scoprire. In un estremo atto d'eroismo riesce così a sventare il loro intercettamento, sacrificando la propria vita a favore dei civili in fuga. In questa battaglia muore anche il generale Barbadas, travolto da una frana. |                   |         |
| 28 | Insieme verso la vittoria 「遥かなる勝利への道」 - Haruka naru shōri heno michi | 13 aprile 1980    |         |
| 28 | Il nemico è giunto infine a prendere interamente il controllo di Victor City e comincia a riorganizzare le proprie truppe in vista di ulteriore consolidamento delle posizioni. Protetti all'interno di Santore intanto la popolazione civile prova a collaborare con i militari in preparazione della difesa comune di quell'ultimo baluardo di libertà rimasto loro. Alla fine dell'ennesimo scontro con un robot nemico, tutti vengono finalmente a sapere che è proprio Daigo l'intrepido pilota del Gordian. |                   |         |
| 29 | Ognuno ha la sua croce 「十字架を背負った少女」 - Jūjika wo seotta shōjo | 20 aprile 1980    |         |
| 29 | Anita, la giovane sorella dell'ex rivoltoso Massimiliano viene scacciata e rifiutata da tutti gli altri rifugiati, le viene difatti scaricata addosso la responsabilità di tutti gli attentati e delle perdite umane subite dai cittadini di Victor City per colpa delle camicie blu comandate dal fratello. Allora la ragazza, in un impeto d'orgoglio ferito, cerca di penetrare nella zona sotto occupazione dei Madokter per compiervi un attentato con l'esplosivo e le bombe a mano che si è procurata a Santore trafugandole dall'armeria. Durante la sua avventura incontra Dalph con la fidanzata, creduti entrambi ormai da tutti periti nell'ultima battaglia, ed insieme tornano al sicuro a Santore con l'aiuto di Gordian. |                   |         |
| 30 | X-Tron 「プロジェクトXの秘密」 - Purojiekuto X no himitsu | 27 aprile 1980    |         |
| 30 | I Madokter stanno avvicinandosi sempre più alla conoscenza ultima dei segreti della cosiddetta sostanza vivente denominata X-tron, scoperta ed utilizzata a suo tempo dal dottor Otaki per metter a punto il Gordian. Elias, a capo del gruppo di ricerca scientifica, sta lavorando senza tregua a tale scopo nei sotterranei di Victor City; un gruppo di valorosi Mechacon allora deve intervenire e a sprezzo del pericolo corso, sventano le mire nemiche. Daigo, penetrato fino alle grotte dove lavora Elias riesce a mettere fuori uso tutti i macchinari di ricerca. |                   |         |
| 31 | Una guerra senza fine 「明日なき戦い」 - Ashita naki tatakai | 4 maggio 1980     |         |
| 31 | I Madokter desiderano al più presto possibile assoggettare al loro dominio anche l'intera Santore e, per penetrarne le difese, non esitano a procurarsi la cartina dell'intero agglomerato con l'inganno dalla moglie spaurita del defunto governatore, promettendogli furbescamente in cambio di consentire a lei e alla figlia di andarsene sane e salve. Ma la ragazza mostra in tale frangente d'avere molta più saggezza e forza d'animo della madre; Daigo nel frattempo le aveva seguite e con Gordian neutralizza il pericolo. |                   |         |
| 32 | Una trappola per Gordian 「吼えろクリント」 - Kō ero kurinto | 11 maggio 1980    |         |
| 32 | I Madokter si sono accorti che Clint, la pantera nera meccanica, accompagna fedelmente in ogni occasione Gordian, e cercano di approfittarne; tentano di catturarla per attirare così Daigo in una micidiale trappola. |                   |         |
| 33 | Un disperato tentativo di fuga 「決死の大脱走」 - Kesshi no daidassō | 18 maggio 1980    |         |
| 33 | Daigo è riuscito via paracadute ad introdursi in uno dei campi di prigionia installati dai Madokter per rinchiudervi i soldati terrestri catturati; suo obiettivo è quello di liberare uno dei generali più valorosi rimasti ancora in vita; assieme agli uomini più fidati della sua truppa sta già difatti scavando un tunnel. Purtroppo i Madokter vengono presto a conoscenza del fatto che qualcuno s'è infiltrato nel campo, pertanto Daigo e i suoi amici debbono accelerare di molto i preparativi per la fuga; durante l'azione però tutti i suoi compagni rimangono uccisi e solamente Daigo, portando in spalla il generale oramai moribondo per le ferite subite, riesce in qualche modo a raggiungere Santore. |                   |         |
| 34 | Il tradimento di Paul 「裏切りの荒野」 - Uragiri no kōya | 25 maggio 1980    |         |
| 34 | Paul è seriamente preoccupato per la sorte che attende il padre, prigioniero dei Madokter; l'uomo difatti rischia d'esser presto giustiziato assieme ad altri inermi cittadini catturati. L'azione è in realtà tutto un inganno con l'intento di attirare Gordan in un'imboscata; pur essendone venuto a conoscenza Paul tace e non rivela la verità a Daigo. Sarà il padre di Paul a gridare in direzione di Gordian d'allontanarsi immediatamente e pagherà quest'atto eroico con la vita. |                   |         |
| 35 | Il congresso 「孤塁サントーレ」 - Ko rui santore | 1º giugno 1980    |         |
| 35 | Tutti i capi e i governatori delle città confinanti con Victor City e Santore si riuniscono in un'enorme sala congressi (la stessa in cui a suo tempo il dottor Otaki mise per la prima volta all'attenzione degli uomini politici lì riuniti il pericolo costituito dalle mire espansioniste dei Madokter). Questa volta quasi tutti i delegati sono stati eliminati in anticipo e al loro posto si sono sostituiti proprio Sakidar e i suoi uomini. Il perfido servitore di Dokuma cerca pertanto d'aizzar tutti i delegati presenti contro i Mechacon, accusandoli anche di nascondere per il proprio esclusivo vantaggio la misteriosa sostanza detta X-Tron: anche se il suo sporco trucco viene infine scoperto, la riunione si conclude lo stesso con i sindaci delle altre città che rifiutano di portare un aiuto attivo a favore dei profughi di Santore, lasciandoli così da soli in balia del loro destino ad affrontare i Madokter. |                   |         |
| 36 | I carri armati Madocter 「忍びよる巨岩戦隊」 - Shinobi yoru kyo iwa sentai | 8 giugno 1980     |         |
| 36 | Un giovane abbigliato come un antico samurai riesce ad entrare senza esser scorto da alcuno fino alla sala comandi di Santore; si tratta di Ryoma, un caro amico d'infanzia di Daigo. Porta con sé dei piani preziosi che posson aiutare i Mechacon nella loro lotta in difesa della libertà; Ryoma è un tipo simpatico e un abile stratega, con nelle vene spirito e volontà a sufficienza tanto d instillar in Daigo nuovo coraggio e forza per portar avanti il proprio compito. |                   |         |
| 37 | Una dinastia 「マドクター六千年の謎」 - Madokuta roku sennen no nazo | 15 giugno 1980    |         |
| 37 | Elias, la generalessa a capo della squadra adibita alla ricerca scientifica dei Madokter, viene fortunosamente intercettata e fatta prigioniera dai Mechacon; rifiuta però ogni tipo di collaborazione e si appresta a lasciarsi morire di fame. Solo Saori riesce ad avvicinarsi alla sua anima, riuscendo così a farsi raccontare la storia del suo popolo: i Mechacon vengono pertanto a conoscenza che la dinastia Madokter fu la creatrice di tutte le più antiche e celebri civiltà del mondo, costruendo anche le grandi piramidi egizie. Loro discendenti sono stati, tra gli altri, Napoleone e Hitler e la stessa Elias discende per via diretta nientemeno che da Cleopatra. Barras cerca di tener nascosta la notizia della cattura di Elias ma Dokuma ne viene a conoscenza ed immediatamente ordina di far tutto il possibile per liberarla; ci si accorda così coi Mechacon per effettuare uno scambio di prigionieri. |                   |         |
| 38 | Il segreto del satellite 「墜落衛星の謎」 - Tsuiraku eisei no nazo | 22 giugno 1980    |         |
| 38 | Durante la prima grande catastrofe planetaria abbattutasi sulla Terra anni prima uno dei satelliti artificiali messi in orbita per monitorare costantemente la situazione nel mentre questa si evolveva, precipitò in mezzo al deserto. Ora, sia i Mechacon che i Madokter ne sono alla ricerca, entrambi fermamente convinti che le informazioni contenute al suo interno possano rivelarsi un prezioso aiuto per la propria causa. Con l'aiuto davvero prezioso venuto questa volta da Ryoma e Peggy, Gordian riesce infine a portar in salvo il relitto prima che i nemici possano metterci sopra le mani. |                   |         |
| 39 | L'attacco di uno stormo meteoritico 「流星群の来襲」 - Ryūseigun no raishū | 29 giugno 1980    |         |
| 39 | È stata prevista, dopo accurati calcoli, la caduta d'un gruppo di grossi frammenti meteoritici; l'impatto sarà esattamente su Minor City. Purtroppo però il sindaco di quella città non sembra aver preso molto sul serio il segnale di pericolo: dopo che il dottor Otaki, o meglio la sua coscienza situata in sala computer, ha raccontato gli eventi che hanno causato la prima grande catastrofe, Gordian parte in soccorso ma giunge quand'è ormai troppo tardi. |                   |         |
| 40 | Operazione super-cannone 「巨砲を叩きつぶせ」 - Kyohō wo tataki tsubuse | 6 luglio 1980     |         |
| 40 | I Madokter accerchiano e mettono sotto assedio la base-rifugio di Santore, questa volta con l'ausilio di un gigantesco cannone che punta direttamente contro la montagna: questa volta risulterà più difficile del solito per Gordian intervenire, in quanto gli avversari hanno con sé dei prigionieri tenuti a far da "scudi umani". |                   |         |
| 41 | Sistema protezione base 「情無用の用心棒」 - Jō muyō no yōjinbō | 13 luglio 1980    |         |
| 41 | Il dottor Otaki rivela per la prima volta l'esistenza di un dispositivo segreto nascosto a Santore, il cosiddetto "Sistema protezione base": due potenti cannoni posti ai lati della montagna che possono spazzar via in un batter d'occhio qualsiasi forza nemico. Il suo uso è però fortemente problematico, in quanto gli effetti radioattivi di ritorno rischiano di contaminare anche i Mechacon e tutti i residenti della base. Riappare frattanto il vagabondo solitario Tross-Cross il quale, a bordo del suo veicolo, aiuta Daigo e i suoi compagni a sbarazzarsi di un gruppo di delinquenti assoldati dai Madokter per spargere il terrore lungo le strade. |                   |         |
| 42 | Madame Quinn 「面影のマダム・クィーン」 - Omokage no madamu. kuin | 20 luglio 1980    |         |
| 42 | A Santore si verifica una grave carenza di munizioni e armamenti difensivi, per cui si comincia a valutare l'ipotesi di chiedere aiuto a Cape Galaxy, il più grande centro commerciale della regione dove ci si può rifornire e comprare armi senza alcun problema di sorta. Si deve però richiedere la preventiva approvazione da parte della governatrice della città, la quantomai misteriosa Madame Quinn. Giunti al suo cospetto, Saori scruta il suo volto ed improvviso le balza alla mente il ricordo della madre scomparsa da molti anni, mentre Daigo sembra proprio non essersi accorto di nulla: anche i Madokter si presentano tentando in tutte le maniere di ostacolare l'accordo. Purtroppo nel momento in cui Daigo si rende conto che quella che ha di fronte è proprio sua madre viene richiesto l'aiuto di Gordian: la battaglia si combatte sopra i cieli di Cape Galaxy e quando il robot si trova in maggior pericolo ecco che Madame Quinn, per difendersi dall'invasione Madokter preme il pulsante di autodistruzione del palazzo presidenziale finendo così col morire sotto le macerie. Ha in tal modo impedito che l'intera armeria sotterranea cadesse nelle mani sbagliate. |                   |         |
| 43 | Il sole sorge ancora 「陽はまた昇る」 - Yō hamata noboru | 27 luglio 1980    |         |
| 43 | Daigo viene preso dalla nostalgia e ripensa con tristezza al caro zio Gen con cui aveva trascorso felicemente e spensieratamente l'intera infanzia e giovinezza prima di approdare dai Mechacon; torna così alla sua vecchia casa ora abbandonata e in preda alla rovina. Vi trova però un bambino terrorizzato che cerca di nascondersi; divenuto muto per lo choc subito nell'assistere a truci episodi di guerra è assistito con devozione da una giovane suora cattolica, la quale ha lasciato temporaneamente il proprio convento sicuro appositamente per dedicarsi alla cura del piccolo. Il bambino sarà infine convinto ad aggregarsi al gruppo degli altri ragazzini, tra cui vi sono anche moltissimi orfani di guerra, residenti a Santore. |                   |         |
| 44 | Il figlio della speranza 「戦火のなかのうぶ声」 - Senka nonakanōbu koe | 3 agosto 1980     |         |
| 44 | Con un attacco sferrato a sorpresa la città di Tiger City invade la vicina Rainbow City con l'intento d'impossessarsi delle loro preziosissime miniere di super-uranio; per cercar d'interromper al più presto la lotta fratricida, la quale giova solo ed esclusivamente ai Madokter, intervengono anche i Mechacon. Saxidar è riuscito con l'inganno a far passare dalla propria parte il governatore di Tiger City, il suo intento reale è quello di occupare ed impadronirsi d'entrambe le città: deve entrare in azione Gordian, il quale non riesce però ad impedire il vile assassinio del sindaco di Tiger City colpito a tradimento da Saxidar. In mezzo a tutto ciò nasce il primo bambino a Santore da una giovane donna che ha da poco perduto il marito nella difesa della roccaforte; per tutti diventa il "figlio della speranza". |                   |         |
| 45 | La scoperta dei Madocter 「イクストロン謎のパワー」 - Ikusutoron nazo no pawa | 10 agosto 1980    |         |
| 45 | Ora la fortezza di Santore si trova a corto di cibarie e beni di prima necessità, parte dunque una squadra quasi totalmente femminile (che spera di poter così finalmente riuscire a rinnovare il guardaroba) capitanata da Buck e Roset in direzione della ricca e prosperosa Maxell City: il cinico governatore tenta subito d'approfittare della situazione di necessità in cui si trovano i Mechanon per imporre un prezzo esorbitante. Ben presto però i Madokter invadono il centro commerciale ed allora l'aiuto dei guerrieri di Santore si rivelerà assolutamente prezioso per Maxell City, col risultato di farsi consegnare le merci richieste a meno di metà del prezzo precedentemente pattuito. Elias nel frattempo è appena riuscita ad osservar e studiar da vicino la misteriosa sostanza denominata X-Tron. |                   |         |
| 46 | L'orgoglio di Santore 「サントーレの花嫁」 - Santore no hanayome | 17 agosto 1980    |         |
| 46 | Il generale Smith, superbo ed insolente capo di York City, giunge a Santore appena viene a conoscenza che Katy, sua nipote ed unico parente rimastogli, vi si trova. Subito cerca d'imporre la propria volontà dominante sia alla giovane ragazza (egli non accetta in alcun modo possa esser fidanzata con un grassone il cui hobby è fare la maglia, ovvero Dalph) sia all'intera cittadinanza della fortezza. Si dimostra inoltre esser estremamente geloso, aggredendo tutti i bei giovanotti che incontra credendoli via via fidanzati con Katy: mette poi in atto un piano di combattimento che crede infallibile, ma i Madokter ne vengono a conoscenza e lo aggirano, cercando a loro volta di penetrare a Santore travestiti da soldati di Smith. Il generale ferito sarà portato in salvo proprio da Dalph: colpito favorevolmente dal suo eroismo gli permetterà infine di sposare la nipote. |                   |         |
| 47 | L'inganno 「サントーレ包囲作戦を砕け」 - Santore hōi sakusen wo kudake | 24 agosto 1980    |         |
| 47 | Il satellite del pianeta che ha causato la prima catastrofe si sta sempre più pericolosamente avvicinando alla Terra, causando terremoti, eruzioni ma soprattutto una terribile siccità: i Mechacon, che stanno provando a convincere le città vicine ad unirsi in una lega anti-Madokter grazie all'opera diplomatica e persuasiva di Ryoma, portano per quanto è nelle loro possibilità, sollievo e conforto agli abitanti provati. Anche gli avversari però proveranno con l'inganno a far volgere a proprio favore la situazione difficile venutasi a creare. |                   |         |
| 48 | Vicino alla catastrofe 「迫り来る大異変」 - Semari kuru dai ihen | 31 agosto 1980    |         |
| 48 | Oramai sia i Madokter sia i Mechacon son venuti a conoscenza delle enormi potenzialità insite nell'energia derivante dall'X-Tron; entrambi i gruppi pertanto inviano una missione per esplorare le profonde gallerie sotterranee presenti sotto la superficie di Victor City, dove sanno esservi ingentissimi giacimenti della preziosa materia prima. Come li ha precedentemente informati il dottor Otaki, l'X-Tron è il materiale principale necessario alla perfetta realizzazione del progetto X, nonché costituente primo dell'energia vitale di Gordian: la battaglia si svolge questa volta sotto terra. |                   |         |
| 49 | Il disastro di York City 「濁流を渡る密使」 - Dakuryū wo wataru misshi | 7 settembre 1980  |         |
| 49 | Ryoma si appresta a dirigersi verso York City per provar a convincere i suoi governanti ad entrar a far parte della lega santoriana istituita dai Mechacon: accompagnato dai neo-sposini in luna di miele Dalph e Katy, sono però lungo la strada intercettati e bloccati dai Madokter. Riescono fortunosamente a salvarsi ma, appena giunti in vista della città del generale Smith, il nonno di Katy, scoprono che è stata interamente distrutta. |                   |         |
| 50 | La trappola 「大洪水秘（マル秘）撃破作戦」 - Daikōzui hi (maru hi) gekiha sakusen | 14 settembre 1980 |         |
| 50 | Berry, durante uno scontro campale, finge di esser rimasto gravemente ferito ad un braccio per poter in tal modo affidare provvisoriamente il comando a Daigo; vuole in tal modo dargli l'opportunità prendere confidenza con le responsabilità e i doveri superiori degli alti gradi dell'esercito. Nel frattempo la lotta fra i due schieramenti contrapposti si fa sempre più dura e spietata: appena saputo che i Madokter stanno cercando di estrarre l'X-Tron, Daigo lancia un po' troppo avventatamente i suoi uomini all'attacco nel tentativo di fermarli, rischiando così di cadere nella trappola che gli è stata tesa. |                   |         |
| 51 | Il tornado 「ウカペ接近・怪竜巻」 - Ukape sekkin. kai tatsumaki | 21 settembre 1980 |         |
| 51 | Un tremendo tornado si scatena avvicinandosi sempre più a Santore e venendone a minacciar così l'integrità e sicurezza; accompagnato da una tormenta di neve e da un abbassamento drastico e del tutto inaspettato della temperatura, mette in serie difficoltà i rifugiati. Lo stravolgimento improvviso del clima è causato senza ombra di dubbio dall'avvicinarsi astrale di Ugape alla Terra: una nuova seconda grande catastrofe globale si fa sempre più imminente e certa. |                   |         |
| 52 | Lo schermo del sole 「太陽のすかし」 - Taiyō nosukashi | 28 settembre 1980 |         |
| 52 | Geronimo, giovane ma valoroso capo tribù pellerossa, sedicesimo in linea di successione della sua stirpe (e omonimo del grande capo dei nativi americani Geronimo), è alla disperata ricerca assieme ai suoi uomini del cosiddetto "schermo del sole": un'antichissima leggenda tramandata dalla sua gente afferma infatti che, seguendo l'indicazione del suo raggio, si potrà trovare la salvezza per l'umanità dalla "fine del mondo". Accompagnati da Daigo e Roset riescono difatti a trovare una tavoletta incisa nella pietra, i cui oscuri caratteri vengono presto decifrati dal dottor Otaki: il messaggio rivela l'esistenza di una civiltà iper-tecnologica presente sul pianeta oltre 50.000 anni prima. Un nuovo raggio proveniente dallo "schermo del sole" conduce i nostri eroi in una zona di ruderi e rovine e qui si presenta dinanzi ai loro occhi nientemeno che un'astronave aliena. Penetrano all'interno della nave e qui viene narrata loro le vicissitudini del popolo del pianeta Estrom. |                   |         |
| 53 | Stella 「巨大文明タウンの壊滅」 - Kyodai bunmei taun no kaimetsu | 5 ottobre 1980    |         |
| 53 | Ryoma, nel corso del suo peregrinare di città in città nel tentativo di convincerne gli amministratori ad allearsi ai Mechacon nella lega santoriana, giunge in un paese ove il suo sindaco lo accoglie molto malvolentieri; egli si sta per sposare difatti con la giovane fidanzata Stella e non crede affatto al pericolo costituito dai Madokter. Ma durante la festa di nozze questi attaccano e non lasciano scampo ai presenti; la stessa Stella si rivela essere un giovane ufficiale militare al soldo dei Madokter. |                   |         |
| 54 | L'antenato 「暴かれたドクマ星間戦争」 - Abaka reta dokuma hoshi kan sensō | 12 ottobre 1980   |         |
| 54 | Geronimo, assieme a Roset, Naso Rosso e agli altri, all'interno dell'astronave extraterrestre trovata per merito dello "schermo solare" in mezzo alla foresta, stanno ad ascoltare la storia appassionante raccontata loro da Adam III, unico superstite della sua antica razza e che li stava attendendo da molto tempo. Estrom era uno dei satelliti di Ricones (il pianeta che, entrando nel sistema solare, aveva prodotto la grande catastrofe), sede di una fiorente ed evoluta civiltà. Questi si trovarono però presto a doversi contrapporre con le armi contro gli abitanti di Dokma... nient'altro che gli antenati dei Madokter. Adam conclude la sua storia svelando l'esistenza di Anoha, una specie di Arca di Noè costruita e tenuta nascosta fino ad allora, in previsione dei rivolgimenti ambientali proprio allora stavano iniziando a verificarsi. Era stata utilizzata per la prima volta dai superstiti di Estrom in fuga dal loro pianeta: erano stati proprio loro a creare l'homo sapiens da un incrocio genetico tra primitivi terrestri con la specie estromiana. Gli abitanti di Dokma produssero a loro volta i Madokter.                                                    |                   |         |
| 55 | Una grande eredità 「大いなる遺産」 - Ooi naru isan | 19 ottobre 1980   |         |
| 55 | A Santore si cerca di spiegare la situazione ai rifugiati, alla luce delle nuove ed incredibili scoperte appena fatte: 50.000 anni prima il pianeta Terra è stato colonizzato in contemporanea dagli abitanti di Estrom e di Dokma. I due popoli iniziarono subito a contrapporsi e contrastarsi vicendevolmente; gli esseri umani di oggi, i cittadini di Santore e tutti i Mechacon vengono così a rappresentare la "grande discendenza" di Estrom. A loro è lasciata in eredità l'Anoha. |                   |         |
| 56 | La lunga marcia 「遥かなる旅路」 - Haruka naru tabiji | 26 ottobre 1980   |         |
| 56 | Roset, Geronimo e i suoi uomini si trovano imprigionati dentro una bufera di neve che sembra non lasciar scampo neppure alla luce del sole. La ragazza viene presto accusata di essere lei la causa della sparizione dell'astro, d'esser pertanto una strega; lo stesso Geronimo riesce con fatica a trattenere i compagni dal credere a questa folle superstizione. Appare infine l'ultimo schermo del sole che indica l'ubicazione dell'Anoha. |                   |         |
| 57 | L'Anoha 「驚異の宇宙船アノー号」 - Kyōi no uchūsen ano gō | 2 novembre 1980   |         |
| 57 | Il gruppo guidato da Geronimo riesce a giungere davanti all'astronave spaziale denominata da Adam Anoha e riescono faticosamente a penetrarvi proprio quando anche i Madokter giungono in vista all'orizzonte. Da Santore arriva anche Gordian, il dottor Kibi ed un gruppo di Mechacon; ma appena giunti al ponte di comando si rendono conto che per attivarla occorre l'X-Tron che gli deve fare da carburante. Una cruenta battaglia si scatena tra i terrestri e i Madokter guidati da Elias che vogliono impossessarsi anche loro della nave, consci del fatto che un nuovo rivolgimento planetario si approssima. |                   |         |
| 58 | Il massacro 「虐殺の大氷原」 - Gyakusatsu no daihyōgen | 9 novembre 1980   |         |
| 58 | Durante il combattimento tra le due fazioni avverse l'Anoha rimane bloccata in mezzo ai ghiacci eterni; intanto Gordian viene mandato a portar soccorso ai superstiti di White City attaccati dai Madokter, tra cui si trovano anche i genitori di Peggy. Al termine dello scontro la madre di Peggy convince Barry e far curare anche i feriti Madokter rimasti sul terreno e in seguito li fa restituire all'esercito nemico: ma i Madokter non hanno alcun senso di pietà con i feriti e i vinti e ordinano di aprire il fuoco contro i loro stessi soldati, in quello che è un autentico massacro. Rimane mortalmente ferita anche la madre di Peggy, che tanto si era prodigata nella cura dei sopravvissuti. |                   |         |
| 59 | La morte di Rjioma 「竜馬暗殺」 - Ryūma ansatsu | 16 novembre 1980  |         |
| 60 | Giuramento all'alba 「暁の誓い」 - Akatsuki no chikai | 23 novembre 1980  |         |
| 61 | La riconquista dell'Anoha 「アノー号を奪回せよ」 - Ano gō wo dakkai seyo | 30 novembre 1980  |         |
| 62 | Le ombre 「ダイゴ暗殺司令」 - Daigo ansatsu shirei | 7 dicembre 1980   |         |
| 63 | Lotta all'ultimo sangue 「死闘ゴーディアン」 - Shitō godeian | 14 dicembre 1980  |         |
| 63 | Gordian affronta finalmente in duello il comandante Barras, anche lui a bordo di un robot madocter chiamato Duncan e riesce a distruggerlo dopo una dura battaglia. |                   |         |
| 64 | Il rifornimento dell'Anoha 「愛のブリザード」 - Ai no burizado | 21 dicembre 1980  |         |
| 65 | La vigilia della battaglia 「決戦前夜」 - Kessen zenya | 28 dicembre 1980  |         |
| 66 | L'ultima battaglia 「新たなる出発」 - Arata naru shuppatsu | 4 gennaio 1981    |         |
| 67 | La partenza 「ドクマ円盤の逆襲」 - Dokuma enban no gyakushū | 11 gennaio 1981   |         |
| 68 | Gli organismi extraterrestri 「異状生命体の接近」 - Ijō seimeitai no sekkin | 18 gennaio 1981   |         |
| 69 | La valle dimensionale 「次元谷の怪物」 - Jigen tani no kaibutsu | 25 gennaio 1981   |         |
| 70 | Il pianeta della speranza 「失われた希望惑星」 - Ushinawa reta kibō wakusei | 1º febbraio 1981  |         |
| 71 | S. O. S. dal pianeta S15 「汚染惑星SOS」 - Osen wakusei SOS | 8 febbraio 1981   |         |
| 72 | Zona 9999 「決戦・ゾーン9999」 - Kessen. zon 9999 | 15 febbraio 1981  |         |
| 73 | L'ultra cosmo 「栄光の超宇宙」 - Eikō no chōuchū | 22 febbraio 1981  |         |